# 2019冠状病毒病疫情对华特迪士尼公司的影响
华特迪士尼公司及其子公司在2019冠状病毒病疫情中受到了不同程度的影响，这主要体现在禁止大型聚众集会（影响主题公园及电影发行事业）和医学隔离（影响其流媒体服务及美国境内电视服务）上。截至2020年4月20日，华特迪士尼公司的股票已经下跌了28%。

## 管理高层
2020年3月，华特迪士尼公司执行董事长鲍勃·艾格宣布，他在疫情期间将不领取任何薪酬；鲍勃·艾格在2019年的收入约为4,750万美元。而公司首席执行官鲍伯·查佩克也宣布减薪50%。
华特迪士尼世界度假区总裁约什·达马罗（Josh D'Amaro）被佛罗里达州州长罗恩·德桑蒂斯任命为该州重启委员会成员以负责振兴当地经济。而迪士尼公园副总裁托马斯·马兹卢姆（Thomas Mazloum）则在佛罗里达州橘郡经济复苏小组担任职务。此外華特迪士尼過往層出不窮的爭議，在疫情中也大幅增加。

## 主题公园

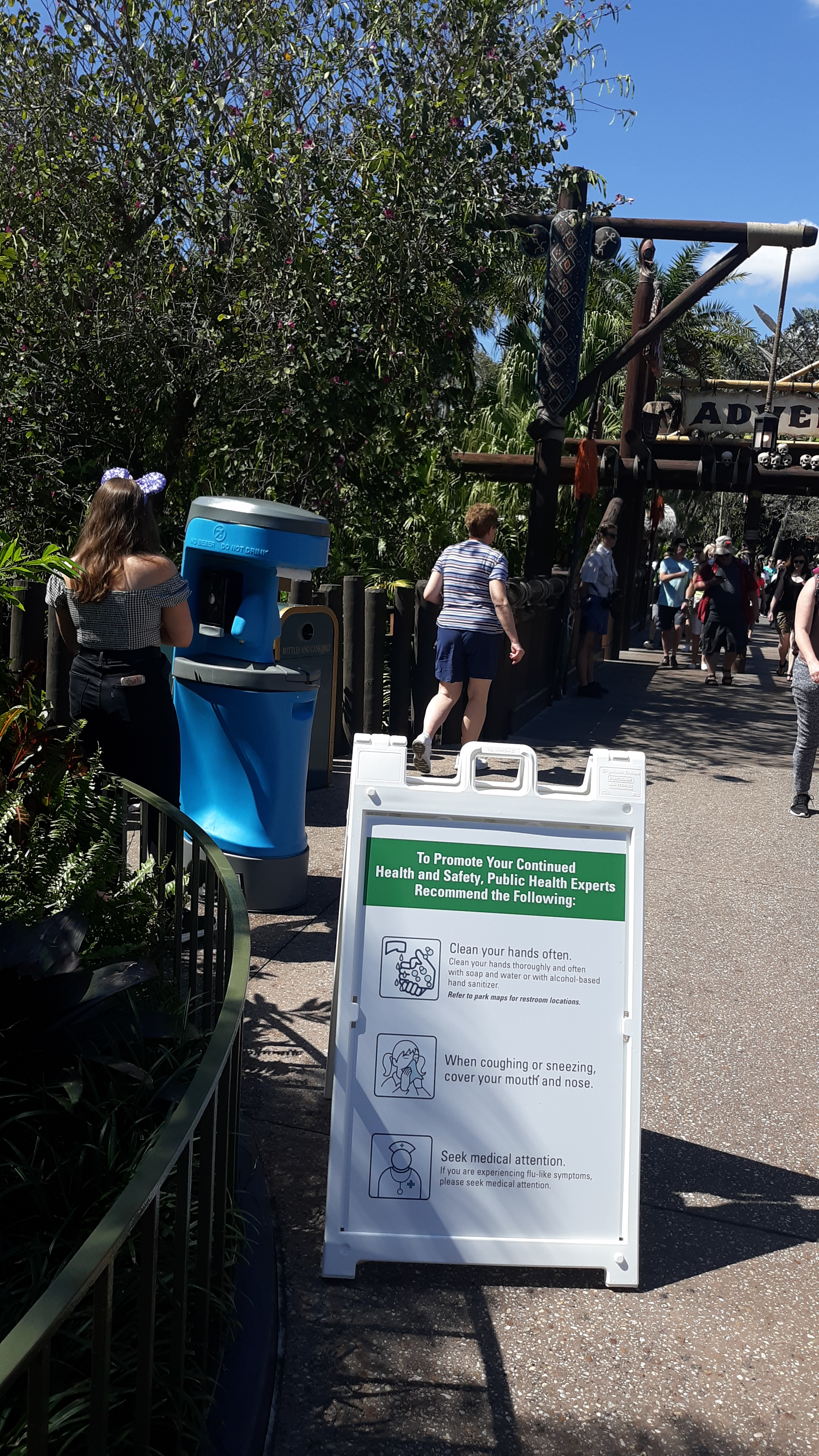
在华特迪士尼世界度假区关闭前不久，张贴于神奇王国探险世界入口处的一张通知。

华特迪士尼公司在中国的两处主题公园——香港迪士尼乐园和上海迪士尼乐园在2020年1月25日宣布关闭。2月28日，位于日本的东京迪士尼度假区也宣布关闭。3月12日，迪士尼乐园度假区、华特迪士尼世界度假区和巴黎迪士尼乐园度假区也宣布将从3月15日开始最少关闭至当月月底，而这标志着迪士尼公司旗下的全球六大主题主题公园都首次关闭。两天后，迪士尼公司再次宣布暂停其实习计划，这包括了迪士尼学院项目和国际项目；随后暂停被宣布延长至2020年年底。

## 電影
3月19日，華特迪士尼影業集團宣布他們將不再報告票房數字。
隨著電影在2020年初開始取消廣泛發行，迪士尼的《花木蘭》在中國和意大利被推遲。

### 皮克斯
2020年3月週末開幕的最大電影是迪士尼/皮克斯的《½的魔法》票房約為3,900萬美元。這大大低於前一年，當時迪士尼/漫威電影《驚奇隊長》的收入超過了1.53億美元。

## 影视相关
3月19日，华特迪士尼製片廠宣布，他們將不再報告票房數字。
隨著電影在2020年初開始取消廣泛發行，迪士尼的《花木蘭》在中國和意大利被推遲。

## 舞台剧院
由於三月百老匯和西區關閉，所有西區和百老匯迪斯尼戲劇製作都關閉。
2020年5月14日，宣布解除封鎖後，百老匯音樂劇《冰雪奇緣》將不會重新開放。該劇在3月11日進行了最後的表演，即所有百老匯劇院關閉的前一天。美國國家巡迴賽將在適當的時候開放。澳大利亞、日本和德國的國際巡演已推遲到2021年。

## 参阅
- 2019冠状病毒病疫情对电影业的影响
- 受2019冠状病毒病疫情影响的事件列表
- 2019冠状病毒病疫情对教育的影响
- 2019冠狀病毒病疫情對宗教的影響
- 2019冠状病毒病疫情对政治的影响